# Walter Vesper
Walter Vesper (* 26. Juni 1897 in Barmen; † 17. Dezember 1978 in Berlin) war ein deutscher Politiker der KPD.

## Leben
Vesper wurde als Sohn einer Arbeiterfamilie geboren. Nach der Volksschule absolvierte er von 1911 bis 1914 eine Maurerlehre. Er schloss sich 1912 der Sozialistischen Arbeiterjugend an, wurde 1914 Mitglied der Freien Gewerkschaftsbewegung und nahm 1915 bis 1918 als Soldat am Ersten Weltkrieg teil. 1918 wurde er Mitglied im Spartakusbund und nahm in Berlin und im Ruhrgebiet an kommunistischen Aufständen gegen die Weimarer Republik teil.
Nach der Machtergreifung der Nationalsozialisten wurde er verhaftet und war von 1933 bis 1934 im KZ Börgermoor inhaftiert. 1935 emigrierte er zunächst in die ČSR und dann in die UdSSR. 1935/36 arbeitete er im  Internationalen Seemannsklub in Leningrad für die Internationale der Seeleute und  Hafenarbeiter (ISH). Von 1937 bis 1939 war Vesper Mitglied der Internationalen Brigaden im Spanischen Bürgerkrieg, trug den Decknamen Peter Nerz und war Alexander Orlov, dem Chef der Auslandsabteilung des NKWD, direkt unterstellt. Er beteiligte sich an der Ausforschung und Zersetzung der nichtstalinistischen Partido Obrero de Unificación Marxista. Seine Lageberichte („Informes“) stellen heute eine reichhaltige Fundgrube dar. Seit 1939 lebte er illegal in Paris und wurde dort 1940 interniert. Nach seiner Flucht aus dem Lager in Marolles lebte er ab 1940 illegal in Frankreich und übte leitende Funktionen in der KPD aus, seit 1942 kämpfte er in der französischen Résistance gegen die deutsche Besatzung. Er war Leiter der Travail allemand für das Gebiet Lyon. Ab 1943 war er Mitglied des Komitee Freies Deutschland für den Westen (KDFW frz. CALPO).

## Partei/Abgeordneter
Walter Vesper war einer der Mitbegründer der KPD. Von 1928 bis 1933 war er Sekretär und Kassierer im KPD-Bezirksverein Niederrhein. 1930 besuchte er die Reichsparteischule der KPD „Rosa Luxemburg“ in Fichtenau bei Berlin.
Nach seiner Entlassung aus dem KZ Börgermoor arbeitete er illegal für die KPD. 1934/35 hatte er eine zentrale Funktion im AM-Apparat der Partei inne. In der Sowjetunion nahm er am VII. Weltkongress der Komintern und der Brüsseler Konferenz der KPD teil. 1945 organisierte die Rückführung der KPD-Kader nach Deutschland.
Seit 1945 übte er leitende Funktionen im Parteivorstand der KPD Bezirk Niederrhein-Westfalen aus und gehörte vom 2. Oktober 1946 bis zum 5. September 1949 als Abgeordneter dem Landtag von Nordrhein-Westfalen an. Dort war er 1946 bis 1947 stellvertretender Vorsitzender der KPD-Fraktion und leitete von Februar bis April 1947 den Verkehrsausschuss.
Vesper gehörte dem Deutschen Bundestag in dessen erster Wahlperiode bis zum 30. Juni 1952 an. Am 15. Juni 1950 wurde er gemeinsam mit Oskar Müller, Heinz Renner und Friedrich Rische von Bundestagspräsident Erich Köhler wegen unparlamentarischen Verhaltens für 20 Sitzungstage von der Teilnahme an Plenarsitzungen des Bundestages ausgeschlossen. Walter Vesper hatte als KPD-Bundestagsabgeordneter eine zentrale Funktion in den frühen Spionageaktivitäten der DDR im
Westen.

## Wirken in der DDR

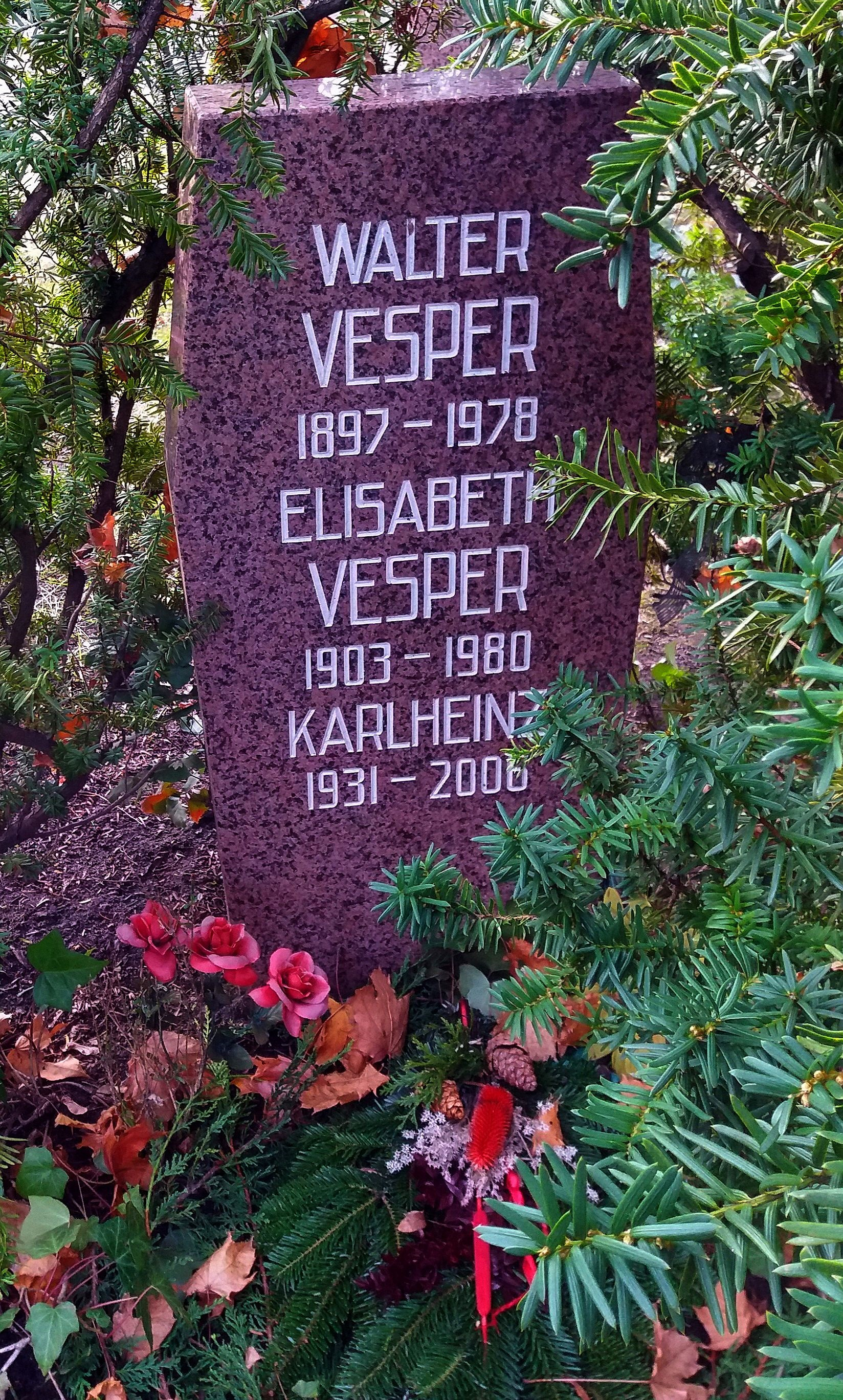
Grabstätte

Im Oktober 1951 ging er mit seiner Frau Elisabeth in die DDR. Von 1951 bis 1959 leitete er die Westabteilung und war stellvertretender Vorsitzender des Büros des Präsidiums des Nationalrates der Nationalen Front. Sein Sohn Karl-Heinz schloss das Abitur 1953 in Düsseldorf ab und folgte seinen Eltern in die DDR. Seit 1959 arbeitete Walter Vesper im Ministerium für Auswärtige Angelegenheiten der DDR und wurde von 1959 bis 1961 Botschafter in Ungarn und von 1961 bis 1965 in der ČSSR. Er war Mitglied des Präsidiums der Liga für die Vereinten Nationen der DDR.
Seine Urne wurde in der Grabanlage Pergolenweg des Berliner Zentralfriedhofs Friedrichsfelde beigesetzt.
Die Deutsche Post der DDR gab 1987 zu seinen Ehren eine Sondermarke in der Serie Persönlichkeiten der deutschen Arbeiterbewegung heraus.